# Малаєва Поліна Олександрівна
Поліна Олександрівна Малаєва (нар. 12 листопада 2002) — білоруська футболістка, воротар російського клубу «Єнісей» та національної збірної Білорусі.

## Життєпис
2019 року виступала за АБФФ («Асоціація Білоруська федерація футболу») — збірна, яка виступає в Чемпіонаті Білорусі серед клубів.
2021 року дебютувала за основний склад ЖФК «Мінськ», у Суперкубку проти «Динамо-БДУФК». Провела у «Мінську» сезони 2021 та 2022 років. Неодноразово отримувала виклик до молодіжної збірної Білорусі (WU-19), а також викликається до національної збірної Білорусі.
У лютому 2023 року перейшла до російського клубу «Єнісей» (Красноярськ).